# Novo Livro de Tang
O Novo Livro de Tang, geralmente traduzido como Nova História de Tang ou Nova História Tang, é uma obra de história oficial que abrange a dinastia Tang em dez volumes e 225 capítulos. A obra foi compilada por uma equipe de estudiosos da dinastia Song, liderada por Ouyang Xiu e Song Qi.
Originalmente, era simplesmente chamado de Tangshu (Livro de Tang) até o século XVIII.

## História
Na história chinesa, era costume das dinastias compilar histórias de seu predecessor imediato como meio de cimentar sua própria legitimidade. Como resultado, durante a dinastia Later Jin do período das Cinco Dinastias e Dez Reinos, uma história da dinastia Tang precedente, o Antigo Livro de Tang (唐書), já havia sido compilada.
Em 1044, no entanto, o Imperador Renzong da Song ordenou uma nova compilação da história Tang, baseado em sua crença de que o original Antigo Livro de Tang carecia de organização e clareza. O processo levou 17 anos, sendo finalmente concluído em 1060.

## Conteúdo
O Novo Livro de Tang diferiu drasticamente da versão anterior em sua organização e conteúdo, em parte devido às inclinações literárias e filosóficas de seus principais compiladores. Ouyang Xiu frequentemente invocava o princípio da razão na avaliação de relatos históricos e eliminava todos os relatos contendo elementos de mito ou superstição, encurtando drasticamente muitas das biografias de imperadores e figuras importantes.
Por outro lado, o Novo Livro de Tang incluiu várias novas seções de interesse mais prático para a história Tang. Estas incluíam uma série muito expandida de Tratados (志), abrangendo tópicos como o comércio de cavalos com o Tibete e assuntos militares, além de uma tabela da hierarquia burocrática da administração Tang que estava ausente no antigo Antigo Livro de Tang. Outra característica que foi revivida foi o uso de "tabelas" (表), tabelas anais de eventos e sucessões que incluíam não apenas os próprios imperadores, mas também chanceleres e jiedushi.
O estilo de prosa no Novo Livro também diferia, pois Ouyang Xiu e Song Qi eram admiradores do estilo de prosa simplificado e "antigo" dos estudiosos Tang, como Han Yu, em vez do estilo florido encontrado em documentos oficiais Tang. Isso os levou a alterar as formulações originais nos documentos que citaram no livro. No entanto, na redução, o uso direto de registros da corte Tang foi perdido, algumas passagens reduzidas ficaram confusas e muitos erros foram introduzidos ao tentar encontrar palavras mais "antigas" para reformular os originais Tang.

### Crônicas
As crônicas dos imperadores Tang são abordados nos volumes 1–10. Wilkinson observa que os anais no Novo Livro de Tang são consideravelmente mais curtos do que no Antigo Livro de Tang.

### Tratados
Os tratados estão contidos nos volumes 11 a 60. Como observado acima, os tratados são muito expandidos em comparação com o Antigo Livro de Tang. A seção sobre Ritos e Música (禮樂) é a maior, ocupando 12 volumes (11-22). O Novo Livro de Tang foi o primeiro das histórias padrão a incluir um tratado sobre seleção e nomeação de funcionários (選擧志). Isso incluía uma descrição do sistema de exames, que se tornara um aspecto cada vez mais importante na recrutamento de funcionários na dinastia Tang, especialmente após 780. 

### Tabelas
As tabelas estão contidas nos volumes 61–75.

### Biografias
Quatro biografias de mulheres aparecem neste novo livro que não estavam presentes no primeiro Antigo Livro de Tang. As mulheres se matam ou se mutilam de maneiras horríveis e representam exemplos de mulheres da dinastia Tang destinados a dissuadir os leitores contemporâneos de comportamentos extremos. Por exemplo, a Mulher Lu arranca seu próprio olho para assegurar ao marido doente que não haverá outro homem depois dele. As biografias de 35 homens excessivamente filiais e fraternos também estão incluídas na obra, embora esses homens não recorram aos extremos de mutilação feminina encontrados nas biografias femininas.